# Transbaikalfront
Die Transbaikalfront (russisch Забайкальский фронт) war eine Formation der Roten Armee im Zweiten Weltkrieg.

## Geschichte
Die Front wurde am 15. September 1941 auf der Grundlage des Militärbezirks Transbaikal (5. mechanisiertes Korps, 16. und 17. Armee) gebildet. Während des Krieges stellte die Transbaikalfront 16 Divisionen (11 Schützen-, 1 Kavallerie-, 3 Panzer- und 1 motorisierte Division) für die europäische Ostfront auf.
Die Fronttruppen wurden ab Mai 1945 massiv aufgestockt um zusammen mit der 1. Fernostfront und der 2. Fernostfront um die in der Konferenz von Teheran und der Konferenz von Jalta übernommene Verpflichtung der Sowjetunion zu erfüllen, drei Monate nach dem Sieg im Westen im Südosten der Mongolischen Volksrepublik in den Sowjetisch-Japanischen Krieg einzutreten.
Alle drei Fronten und die Pazifikflotte waren dem Oberkommando der Sowjetischen Truppen im Fernen Osten unterstellt.
Bestand der Front im August 1945 (Sowjetische Invasion der Mandschurei):
- 17. Armee (Alexei Iljitsch Danilow)
- 36. Armee (Alexander Alexandrowitsch Lutschinski)
- 39. Armee (Iwan Iljitsch Ljudnikow)
- 53. Armee (Iwan Mefodjewitsch Managarow)
- 6. Gardepanzerarmee (Andrei Grigorjewitsch Krawtschenko)
- 12. Luftarmee (Sergei Alexandrowitsch Chudjakow)
- sowjetisch-mongolisches mechanisiertes Kavalleriegruppe Plijew (Mongolische Revolutionäre Volksarmee)
- Kleinere Verbände und Einheiten, welche der Front direkt unterstellt waren

Ab dem 8./9. August griffen die Truppen der Front im Rahmen der sowjetischen Invasion der Mandschurei Richtung Südosten die japanischen Marionettenstaaten Mandschukuo und Mengjiang an. Der Vorstoß der Kavalleriegruppe erfolgte von der Wüste Gobi durch die Innere Mongolei nach Nordostchina. Der Großverband wurde nach dem siegreichen Abschluss des Feldzuges am 9. Oktober 1945 aufgelöst.

## Führung
Oberbefehlshaber
- Generalleutnant (ab 7. Mai 1943 Generaloberst) Michail Prokofjewitsch Kowalew (15. September 1941 – 12. Juli 1945)
- Marschall Rodion Jakowlewitsch Malinowski (12. Juli – 9. Oktober 1945)

Mitglieder des Militärrates
- Generalleutnant Konstantin Nikolajewitsch Zimin (15. September 1941 – 7. Juli 1944)
- Generalmajor Konstantin Leontjewitsch Sorokin (28. Juli 1944 – 9. Oktober 1945)
- Generalleutnant Alexander Nikolajewitsch Tewschenkow (10. Juni – 9. Oktober 1945)

Stabschefs
- Generalmajor (ab 1. September 1943) Generalleutnant Jefim Grigorjewitsch Trotsenko (15. September 1941 – 12. Juli 1945)
- Armeegeneral Matwei Wassiljewitsch Sacharow (12. Juli – 1. Oktober 1945)